# Fall in Love (음반)
《Fall in Love》(폴 인 러브)는 대한민국의 걸 그룹 오마이걸의 여름 패키지 음반으로, 첫 번째 정규 음반 《THE FIFTH SEASON》의 리패키지 음반이다. 타이틀 곡은 〈BUNGEE (Fall in Love)〉로, 2019년 8월 5일 카카오엠을 통하여 발매되었다.

## 개요
- 《THE FIFTH SEASON》 이후 3개월 만에 대한민국에서 발매하는 음반이다.

## 발매 과정
오마이걸은 2019년 7월 13일 JTBC2 런웨이브에 출연하여 8월 중 컴백할 것이라고 밝혔다. 이후 7월 25일, 오마이걸의 공식 SNS 계정에 분홍색 종이비행기를 하늘로 날리는 장면의 아트워크 티저가 게시되었다. 이어 7월 27일 분홍색 구름과 푸른 하늘 사이에 “Do you wanna bungee into my heart? You ready?”라는 팝업 창이 떠오른 형태의 메시지 티저가 공개되었다. 이틀 뒤인 7월 29일, ‘Bungee Jump 운영안내’라는 제목의 컴백 일정표가 공개되었다.
개인 및 단체 콘셉트 사진은 각각 두 차례에 걸쳐 공개되었다. 7월 30일, 타이틀 곡의 이름이 ‘BUNGEE’로 확정됨과 함께 첫 번째 단체 사진이 공개되었다. 사진 속에서 체육복을 입은 멤버들은 구름 위에서 분홍색 종이비행기를 던지려 하는 모습이다. 7월 31일, 앞선 티저와 같은 복장과 배경으로 첫 번째 개인 사진이 공개되었다. 8월 1일, 비니·지호·승희와 효정·아린·유아·미미로 나누어 찍은 두 번째 단체 사진이 공개되었다. 멤버들은 같은 복장으로 야외에 나와 위쪽에서 아래로 카메라를 응시하고 있다. 8월 3일에는 두 번째 개인 사진이 공개되었다. 멤버들은 옥색의 단색을 배경으로 물총, 튜브 등을 들고 여름다운 휴양지 복장을 하고 있다.
이 음반은 5월 8일에 발매된 《THE FIFTH SEASON》에 신곡 두 곡을 추가한 리패키지 음반이다. 8월 1일, 소속사인 WM 엔터테인먼트의 SNS 계정을 통하여 새 타이틀 곡인 〈BUNGEE (Fall in Love)〉의 일부분을 미리 들을 수 있는 영상이 게시되었다. 영상은 하늘 사진을 배경으로 설정한 메신저의 대화창에서 가사와 멜로디가 공개되는 형태로 되어 있다. 뮤직 비디오 티저는 8월 4일 공개되었다. 8월 2일에는 추가된 수록곡인 〈Tropical Love〉의 일부를 들을 수 있는 영상이 공개되었다. 한편, 8월 6일부터 15일까지 서울특별시 중구 롯데백화점 영플라자 명동점에서 본 음반 및 연관된 상품을 판매하는 콘셉트 스토어가 열렸다.

## 수록곡
| #            | 제목                               | 작사                         | 작곡 | 재생 시간 |
| ------------ | ---------------------------------- | ---------------------------- | --- | --------- |
| 1.           | 〈BUNGEE〉 (Fall in Love)          | 서지음, 미미                 | Hyuk Shin (153/Joombas), 정윤 (153/Joombas), Ashley Alisha (153/Joombas), JJ Evans (153/Joombas), MooF (153/Joombas) (편곡: 정윤 (153/Joombas), MooF (153/Joombas)) | 2:57      |
| 2.           | 〈Tropical Love〉                  | 서지음                       | 이우민 'Collapsedone', Mayu Wakisaka (편곡: 이우민 'Collapsedone')                                                                                                  | 3:24      |
| 3.           | 〈다섯 번째 계절〉 (SSFWL)         | 서지음                       | Steven Lee, Joe Lawrence, Caroline Gustavsson (편곡: Steven Lee, Joe Lawrence)                                                                                      | 4:00      |
| 4.           | 〈소나기〉                         | 서지음                       | Steven Lee, Willie Weeks, Becky Jerams (편곡: Willie Weeks) | 3:48      |
| 5.           | 〈미제 (Case No.L5VE)〉            | 정혜린 (153/Joombas), 미미   | Hyuk Shin (153/Joombas), MRey, Ashley Alisha (편곡: Hyuk Shin (153/Joombas), MRey)                                                                                  | 3:20      |
| 6.           | 〈Tic Toc〉                        | 서정아                       | Victor Carl (Galavant), Sebastian Anton Atas, SING (aka Mark E. Robertson), 홍준석 (편곡: Victor Carl (Galavant), Sebastian Anton Atas)                             | 3:15      |
| 7.           | 〈유성〉 (Gravity)                 | 서지음                       | 이우민 'Collapsedone', Mayu Wakisaka (편곡: 이우민 'Collapsedone')                                                                                                  | 3:10      |
| 8.           | 〈Crime Scene〉                    | 신진혜, 미미                 | David Amber, Sean Alexander, Mayu Wakisaka (편곡: David Amber) | 3:27      |
| 9.           | 〈심해〉 (마음이라는 바다)         | 서지음                       | 박슬기 (153/Joombas), 배민수 (Joombas), Ashley Alisha, Le'mon (153/Joombas) (편곡: 박슬기 (153/Joombas), 배민수 (Joombas))                                          | 3:31      |
| 10.          | 〈Vogue〉                          | 서지음, 미미                 | MooF, Ashley Alisha, JJ Evans (Joombas) (편곡: MooF) | 3:17      |
| 11.          | 〈Checkmate〉                      | 서지음, 신진혜, 서정아, 미미 | Ryan S. Jhun, Henri Vuortenvrita, Anna Timgren (편곡: Ryan S. Jhun, Henri Vuortenvrita, Anna Timgren)                                                               | 3:15      |
| 12.          | 〈다섯 번째 계절 (SSFWL)〉 (Inst.) |                              | Steven Lee, Joe Lawrence, Caroline Gustavsson (편곡: Steven Lee, Joe Lawrence)                                                                                      | 4:00      |
| 총 재생 시간 | 총 재생 시간                       | 총 재생 시간                 | 총 재생 시간 | 41:24     |

## 차트
| 차트 (2019)                 | 최고 순위 |
| --------------------------- | --------- |
| 대한민국 (가온 차트 ‘주간’) | 5         |

## 수상

### 음악 방송
| 프로그램                 | 날짜            |
| ------------------------ | --------------- |
| SBS MTV 《더 쇼 시즌 5》 | 2019년 8월 13일 |